# Marquerite-Christine Świrczewska
Marguerite-Christine Świrczewska (ur. 10 stycznia 1944 w Warszawie) – polska pisarka i działaczka społeczna, propagatorka kultury polskiej we Francji, filantropka, wiceprezes Polskiej Izby Handlowo-Przemysłowej we Francji (Chambre de Commerce et Industrie Polonaise) w latach 1998–2004 współzałożycielka i honorowy prezydent organizacji Ma Patrie.

## Życiorys
Absolwentka Liceum im. Marii Curie–Skłodowskiej w Warszawie. Ukończyła pedagogikę na Uniwersytecie Warszawskim, m.in. pod kierunkiem m.in. prof. Czesława Czapówa, gdzie po raz pierwszy zetknęła się z teorią psychodramy. Odbyła staż naukowy w Centrum Wychowania Młodzieży Trudnej w Vaucresson we Francji.
Do Francji wyemigrowała w 1970 r., po kilku miesiącach wyjechała do Stanów Zjednoczonych, gdzie mieszkała do 1974 r. Następnie na dobre wróciła do Francji. Obecnie mieszka w Cannes.
Była współproducentką spektaklu Matka (La Mère), sztuki S. I. Witkiewicza, wystawionej w teatrze Récamier w Paryżu przez grupę La Compagnie Renaud-Barrault (Théâtre Récamier) w adaptacji Marguerite Duras. Premiera odbyła się 7 listopada 1970 r. i miała przełomowe znaczenie dla światowej recepcji Witkacego, utorowała drogę do wielu liczących się teatrów profesjonalnych.
Od początku pobytu we Francji zaangażowana w działania filantropijne. W latach 1998–1999 finansowała udział młodzieżowej drużyny piłkarskiej z Płocka w turnieju Altifoot.
W 2017 roku powołała wraz z Agne Gravelot organizację społeczną Ma Patrie, której celem jest popularyzacja tolerancji i walka z dyskryminacją. Do dziś jest jej honorowym prezydentem.
Była trzykrotnie zamężna, kolejno z: Jean–Claude Bachelier, André Woydyllo i Jerzym Lechowskim (stąd znana jest także jako: Marguerite Bachelier, Marguerite Woydyllo i Marguerite Lechowski).

## Twórczość literacka
- W roku 1966 publikowała w dwutygodniku „Wychowanie” wydawanym przez Towarzystwo Szkoły Świeckiej[8].
- W roku 2019 i 2020 w piśmie literacko-artystycznym „Bezkres” ukazały się jej opowiadania biograficzne[9].
- W 2020 r. w „Almanachu Poezji Niezłomnej” – książce poświęconej poezji i prozie żołnierzy wyklętych – opublikowała opowiadanie o swoim dziadku pt. Jak poznałam dziadka mojego Romualda Bużkiewicza[10].
- Tego samego roku opublikowała opowiadanie Duma biało-czerwonej peonii, które ukazało się na portalu Tradycja – The Tradition[11].
- W roku 2020 wydane zostały książki: Ego-Graphie lub życie polskiej emigrantki. Tom 1[12] z przedmową Guillaume’a de Louvencourt Poniatowskiego oraz Ego-Graphie lub życie miłosne polskiej emigrantki. Tom 2[13]. Obie książki zostały napisane i wydane w języku francuskim, polskim i angielskim. Dystrybutorem książek jest wydawnictwo Hachette.